# Lligament genètic
En genètica es denomina lligament l'associació física entre dos loci (això és, la seva proximitat en una mateixa cadena d'ADN, cosa que repercuteix en una baixa freqüència de recombinació entre ells durant la meiosi, i, per tant, a una major probabilitat d'herència conjunta. Això és degut al fet que els quiasmes, estructures d'entrecreuament generades durant la recombinació, es produeixen a l'atzar al llarg d'un cromosoma; d'aquesta manera, a menor distància entre dos loci, menor probabilitat que es doni un quiasma i, per tant, es generin variants recombinants.
La disposició de dos loci amb màxima freqüència de recombinació (això és, de 0,5 o, cosa que és el mateix, del 50%) és sobre cromosomes separats, car, així, si només es transmet les cèl·lules germinals una còpia del genoma i existeixen dos cromosomes homòlegs (el patern i el matern) a la cèl·lula diploide de la línia germinal, la seva segregació a l'atzar donarà lloc a la transmissió d'un dels dos, i 1/2 correspon a la mencionada freqüència de recombinació de 0,5. Quan els dos locus es troben en cromosomes diferents es diu que no estan lligats: és una situació de no lligament.

## Lligament i cartografia
Com que la freqüència de recombinació està relacionada amb la distància física entre dos locus o marcadors, és lògic pensar que podria utilitzar-se aquest paràmetre per dilucidar la seva disposició sobre un cromosoma, definint fins i tot les distàncies entre ells. Alfred Sturtevant, un estudiant del laboratori de Thomas Hunt Morgan, utilitzà aquesta metodologia per generar per primera vegada un mapa de cartografia genètica basat en freqüències de recombinació. Per fer-ho analitzà estadísticament el nombre de recombinants obtinguts en una progènie, relacionant el percentatge d'ells amb la distància existent entre marcadors; aquesta distància s'expressa en unitats de mapa (u.m.) o centimorgan (cM).